# Monumento a la Independencia de Turkmenistán
El Monumento a la Independencia (en turcomano: Garaşsyzlyk binasy) es un monumento situado en Asjabad, Turkmenistán. El diseño de este edificio se inspiró en las tiendas tradicionales turcomanas y la sombrerería tradicional usado por las mujeres de Turkmenistán. Los elementos del edificio conmemoran la fecha la independencia de Turkmenistán, el 27 de octubre de 1991. Estos elementos incluyen una torre de hormigón armada de 91 metros con una alta estructura de acero dorada de oro de 27 metros en la parte superior de la torre, junto con una terraza de observación con un diámetro de 10 metros. Dentro del edificio, hay salas de exposiciones donde se exhiben importantes obras de arte que representan la historia de Turkmenistán. El Monumento de la Independencia se encuentra en una superficie total de 84.500 m², rodeada de zonas verdes, que abarcan una piscina en cascada y las estatuas de 27 héroes históricos de los turcomanos que guiaron la historia de Turkmenistán.